# Thank God It's Christmas
"Thank God It's Christmas" é uma canção de natal da banda britânica de rock Queen, lançada como single em novembro de 1984. A faixa não pertence a nenhum álbum, mas está dentro da lista de faixas das versões remasterizadas de The Works. Também foi B-side do single "A Winter's Tale", de 1995.
Lançado em 26 de novembro de 1984, passou seis semanas nas paradas britânicas durante o natal de 1984 e as primeiras semanas de 1985. Foi escrita por Brian May e Roger Taylor.

## Ficha técnica
Banda
- Freddie Mercury - vocais
- Brian May - guitarra, vocais de apoio e sintetizadores
- Roger Taylor - bateria, sintetizadores e vocais de apoio
- John Deacon - baixo